# Pfeilung

Positive Pfeilung eines Flügels

Die Pfeilung beziffert den Winkel zwischen dem Tragflügel und der Flugzeugquerachse in der Aufsicht. Wenn sie an der Vorderkante des Flügels gemessen wird, heißt sie Vorderkantenpfeilung, hinten analog Hinterkantenpfeilung, ab der Flügelwurzel nach hinten ist sie positiv. Viele Flugeigenschaften werden von der Pfeilung beeinflusst, speziell im hohen Geschwindigkeitsbereich.
Short Brothers baute 1910 die Short-Dunne 5, das weltweit erste Flugzeug mit gepfeilten Flügeln. 1929 flog ein Nurflügelflugzeug von Alexander Leo Soldenhoff mit einem stark gepfeilten Flügel.
Die ersten Ideen zur positiven Tragflächenpfeilung im Zusammenhang mit dem Überschallflug hat Adolf Busemann im Jahr 1935 entwickelt; konkrete Windkanal-Untersuchungen und Patentanmeldungen erfolgten 1939 durch Albert Betz und seine Mitarbeiter an der Aerodynamischen Versuchsanstalt.

## Positive Pfeilung
Keine Pfeilung oder eine leicht positive sind der Normalfall bei heutigen Flugzeugen, Vorder- und Hinterkante der Tragflächen können nach hinten gezogen sein. Jeder Flügel hat eine bestimmte Streckung, das ist das Verhältnis der Spannweite zur mittleren Tragflügeltiefe. Im Konzept der Pfeilung betrachten wir zunächst einen konstanten Flügelquerschnitt bei unendlicher Spannweite.

### Konstanter Flügelquerschnitt

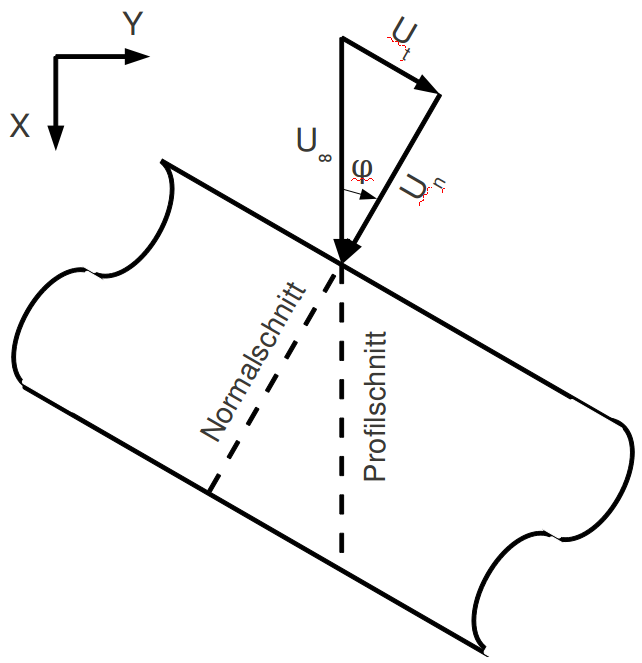
Abb. 1: Aufteilung der Geschwindigkeiten

Abb. 2: Gekrümmte Stromlinien am gepfeilten Tragflügel

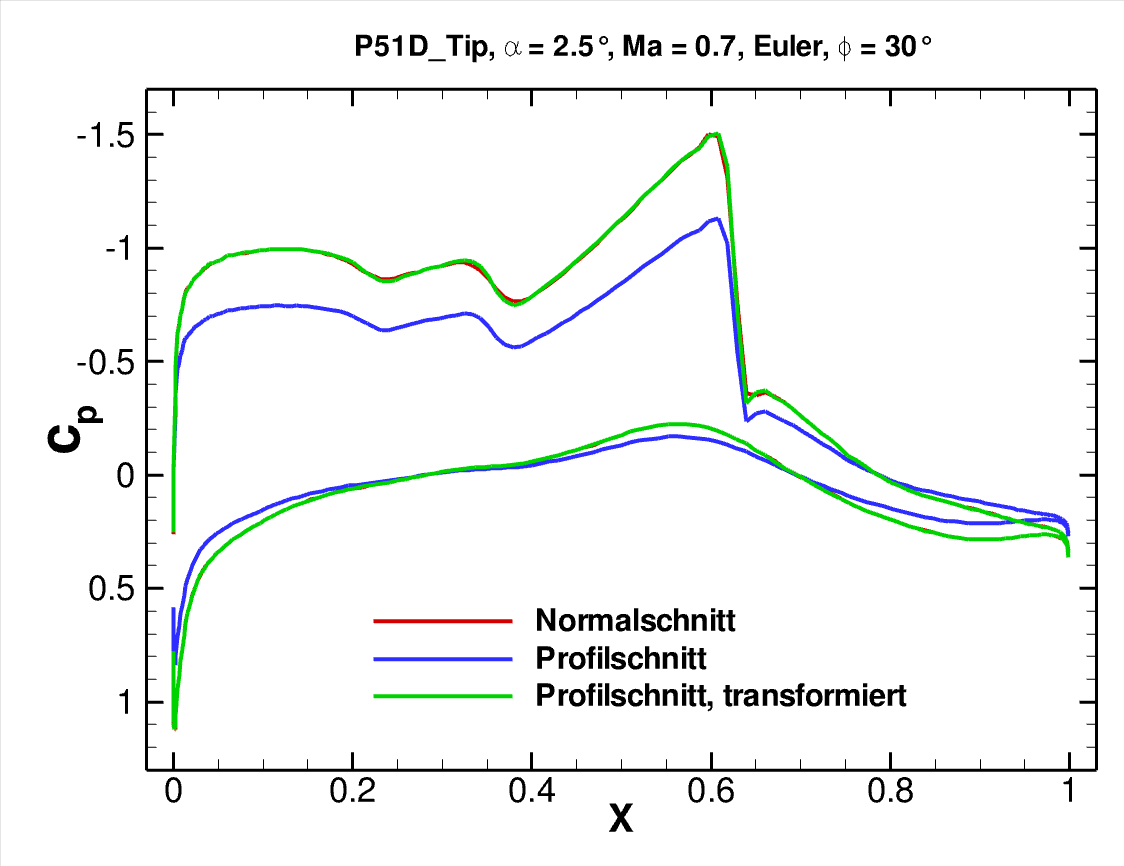
Abb. 3: Druckverteilung einer reinen 2D-Rechnung im Normalschnitt (rot) gegenüber der transformierten Druckverteilung des Profilschnitts (grün).

Wir denken uns einen Flügel mit positiver Pfeilung nach hinten, der überall den gleichen Querschnitt und eine unbegrenzte Spannweite hat. Dieser Flügel hat keine Zuspitzung, so dass auch keine Effekte aus Rumpfnähe oder Flügelspitze auftreten. Die Vorderkante des Flügels, die Hinterkante und die Linie bei einem Viertel der Flügeltiefe sind parallel und die drei Pfeilungswinkel {\displaystyle \phi } gleich. Die Anströmgeschwindigkeit der Luft {\displaystyle U_{\infty }} kann in eine Komponente {\displaystyle U_{n}} senkrecht zur Flügelkante und eine Komponente {\displaystyle U_{t}} tangential zerlegt werden (Abbildung 1), wobei die tangentiale Komponente keinen Einfluss auf die Umströmung hat.
Die Umströmung des Flügels kann mit einem einzigen senkrechten Schnitt dargestellt werden. Die Abbildung 2 zeigt die gekrümmten Strömungslinien, welche die Schnittfläche schneiden sowie in Farbe den Luftdruck. Die Strömungsgrößen in der Schnittebene sind dreidimensional, aber nur von zwei Variablen abhängig: der Höhe über der Flügelunterkante und der Tiefe in Bezug auf den Flügelquerschnitt.
Da {\displaystyle \textstyle U_{n}=U_{\infty }\,\cos \phi } kleiner als {\displaystyle \textstyle U_{\infty }} ist, sind der Auftrieb, der Auftriebsgradient und der Druckwiderstand gegenüber einem ungepfeilten Flügel reduziert. Diese Eigenschaften aus der schrägen Anströmung der Flügelkante mit dem Schiebewinkel {\displaystyle \beta } heißen Cosinus-Beta-Effekte. Beim Pfeilflügel sinkt zudem der Wellenwiderstand stärker als der Auftrieb. Damit steigen bei transsonischer Anströmung das Gleitverhältnis des Flügels und die kritische Machzahl.
Querströmungswirbel führen zu einer Instabilität, weil am gepfeilten Flügel der laminare Zustand in den turbulenten übergeht. Der Einfluss der zweidimensionalen Tollmien-Schlichting-Welle tritt in den Hintergrund.

### Endliche Streckung
Beim realen, endlichen Flügel verändert die Pfeilung die Auftriebsverteilung. Anfang des 20. Jahrhunderts haben die Gebrüder Horten dies als Mitteneffekt beschrieben.
- Eine positive Pfeilung {\displaystyle \phi } > 0 führt zu einer Überhöhung des Auftriebs im Außenbereich und zu einer Reduktion bei der Flügelwurzel.
- Eine negative Pfeilung {\displaystyle \phi } < 0 erhöht umgekehrt den Auftrieb im inneren Bereich.

Die Deformation der Auftriebsverteilung erhöht den induzierten Widerstand. Eine geänderte Flügeltiefe kann dies kompensieren.
Positiv gepfeilte Flügel führen einerseits zu erhöhter Richtungsstabilität sowie zu einem positiven Schiebe-Roll-Moment. Die Nachteile sind im Abreißverhalten, da ca max an der Flügelspitze zuerst erreicht wird. Der Strömungsabriss erfolgt im Bereich der Querruder wie auch am „hinteren“ Teil des Flügels zuerst. Ein zweiter negativer Effekt ist das Abfließen von Grenzschichtmaterie in Richtung Flügelspitze, welches dort zu einer Grenzschichtverdickung und zu einer größeren Ablöseneigung führt. Geeignete Gegenmaßnahmen sind Grenzschichtzäune, Sägezähne an der Flügelvorderkante (vgl. F-4 Phantom II), die Verwindung des Flügels und die Anpassung des Profils.
Reale Flügel zeigen eine lokale Entpfeilung der Linien mit gleichem Druck an der Flügelwurzel sowie in der Nähe des Randbogens, denn die Isobaren liegen aus Symmetriegründen an der Flügelwurzel senkrecht zur Symmetrieebene. Damit verliert ein realer Flügel in diesen Bereichen die Vorteile der Pfeilung. Um dies auszugleichen, wird das Konzept der „geraden Isobaren“ umgesetzt. Die Profilform wird so angepasst, dass ein über die gesamte Spannweite gerader Isobarenverlauf erzielt wird.
Schließlich hat ein positiv gepfeilter Flügel eine geringe Böenempfindlichkeit, weil der verminderte Auftriebsanstieg direkt proportional zur Böenlast ist. Die Pfeilung an einem Flügel kann variabel verlaufen, einzelne Flügelabschnitte können unterschiedlich stark gepfeilt sein.

## Negative Pfeilung

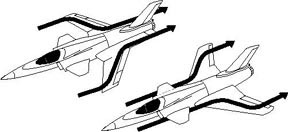
Luftstrom an negativ und positiv gepfeilten Tragflächen am Beispiel der Grumman X-29

Seit Beginn des praktischen Einsatzes der Pfeilung gibt es auch Konstruktionen mit negativer Pfeilung. Wie im Bild gezeigt läuft der Luftstrom bei dieser Flügelgeometrie zum Rumpf hin anstatt vom Rumpf weg, wie bei herkömmlichen Konstruktionen. Dadurch kann der Luftstrom an Flügelspitzen und an den Steuerflächen wesentlich langsamer sein, bevor die Strömung abreißt (Strömungsabriss, engl. stall) und der Auftrieb verloren geht. Dadurch wird eine außerordentliche Manövrierbarkeit erreicht, wenn die Trag- und Steuerflächen in einem steilen Winkel zum Luftstrom angestellt werden. Das Flugzeug hat auch bei geringer Fluggeschwindigkeit genügend Luftstrom über den Steuerflächen von Seiten- und Höhenruder. Deshalb würde sich diese Tragflächengeometrie in der Theorie bei extrem wendigen Abfangjägern anbieten.
Bereits während des Zweiten Weltkriegs wurde an Flugzeugen mit negativer Tragflächenpfeilung geforscht. Allerdings waren die Materialbelastungen für eine praktische Anwendung zu hoch. Erst in neuester Zeit existieren Faserverbundwerkstoffe für Tragflächen mit negativer Pfeilung, die den hohen Torsions- und Scherkräften standhalten.
Segelflugzeuge mit dieser Flügelgeometrie sind vorwiegend Doppelsitzer. Seit Jahrzehnten wird die Tragflügelwurzel, also der Anschluss an den Rumpf, nach hinten gelegt, damit der zweite Sitz vor dem Holm Platz findet.

### Beispiele

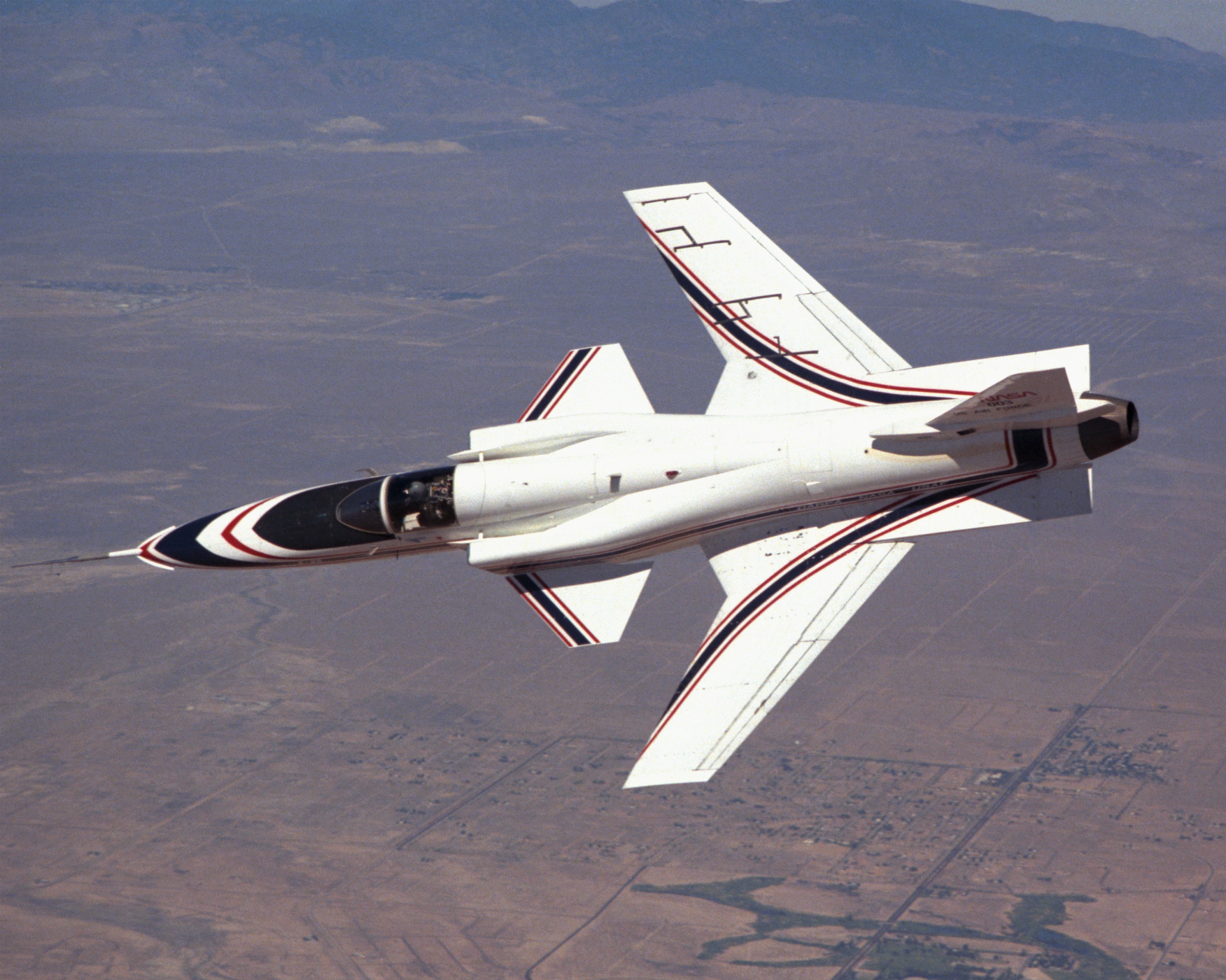
Grumman X-29

Vorder- und Hinterkante der Tragflächen negativ gepfeilt:
- Cornelius XFG-1, schwanzloser Lastensegler
- DFS 42, Versuchsgleitflugzeug
- FTAG Esslingen E11,[3] doppelsitziges Segelflugzeug zur Untersuchung von extremer Vorpfeilung
- Grumman X-29, Experimentalflugzeug
- HFB 320, Geschäftsreiseflugzeug
- Junkers Ju 287, Bomber-Prototyp
- sowjetischer Experimentalbomber EF 140, Prototyp
- SAT SR-10, Prototyp, Jettrainer
- Schleicher ASK 13, Segelflugzeug
- Schleicher K 7, Segelflugzeug
- Suchoi Su-47, Experimentalflugzeug.

## Anwendung

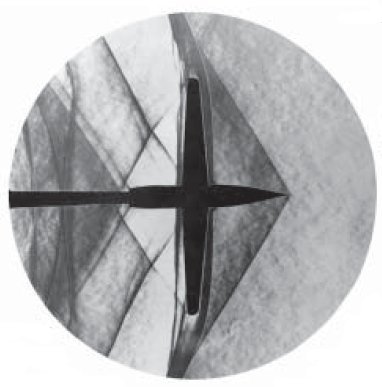
Schlierenfoto eines Modells mit geradem Tragflügel bei Mach 1,2. Gut zu sehen ist der Stau an der Flügelvorderkante.

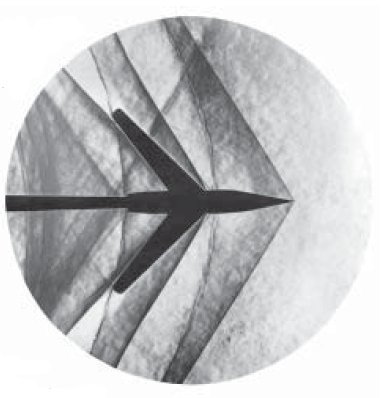
Schlierenfoto eines Modells mit gepfeiltem Tragflügel bei Mach 1,2. Es existiert kein Stau an der Flügelvorderkante.

Die optimale Pfeilung von Tragflächen hängt von der zu erwartenden Luftströmungsgeschwindigkeit um die Tragflächen ab. Hier muss ein Kompromiss zwischen einem hohen Auftrieb bei niedrigen Geschwindigkeiten für den Start (geringe Pfeilung) gegenüber dem niedrigen Strömungswiderstand und geringen Verwirbelungen bei Reisegeschwindigkeit (starke Pfeilung) gefunden werden, mit dem Ziel, eine laminare Luftströmung über alle Steuerflächen in allen zu erwartenden Fluglagen zu erreichen. Zeichnet man den Luftdruck und die dazugehörenden Geschwindigkeiten in ein Koordinatensystem, so ergibt sich innerhalb der Linien ein gedachter Bereich, in dem das Flugzeug sicher eingesetzt werden kann. Diese Hüllkurve, als Flugenveloppe bezeichnet, ist für jedes Flugzeugmodell unterschiedlich und hängt neben vielen anderen Faktoren zu einem entscheidenden Maße von der Tragflügelgeometrie und damit von der Pfeilung ab.
Vereinfachend gelten zwei Grundsätze: Flugzeuge, die überwiegend in geringer Höhe und mit niedrigen Geschwindigkeiten fliegen, sollten keine Pfeilung aufweisen. Flugzeuge, die sich in großen Höhen transsonisch bewegen und in Meereshöhe im mittleren Geschwindigkeitsbereich fliegen, zum Beispiel Verkehrsflugzeuge, erhalten eine mittlere Pfeilung.